# Нольвенн Леруа
Нольвенн Леруа (фр. вимова: [nolwɛn ləʁwa]), справжнє ім'я Nolwenn Le Magueresse (фр. вимова: [nolwɛn lə maɡəʁɛs]) (народилася 28 вересня 1982, Сен-Ренан, Фіністер, Бретань, Франція) — французька співачка, авторка пісень, музикантка й актриса.
Маючи класичну освіту (скрипка та оперний спів), стала відомою після перемоги в другому сезоні французького телевізійного музичного конкурсу Star Academy у 2002 році. Відтоді вона записала вісім студійних альбомів і два сингли, «Cassé» і «Nolwenn Ohwo!», що досягли першого місця у французьких чартах. 2012 року її альбом Bretonne двічі отримав діамантовий сертифікат за обсяг продажів, що перевищили один мільйон копій.
Леруа вільно володіє англійською, провела рік у США як студентка за обміном. Вона співає багатьма мовами, включаючи французьку, бретонську, англійську та ірландську.
Леруа отримувала численні нагороди та номінації. У січні 2015 року вона посіла 17 місце в рейтингу 50 найулюбленіших знаменитостей у Франції за версією журналу Le Journal du Dimanche, що зробило її кращою співачкою в цьому списку з грудня 2012 року. 2021 року Міністерство культури Франції призначило її офіцером Ордена мистецтв і літератури.

## Раннє життя та початок кар'єри
Леруа народилася в Сен-Ренані (Фіністер) в 1982 році. Батьки Леруа покинули Сен-Ренан, коли їй було чотири роки. Після проживання в Парижі, Ліллі та Генгамі її мати Мюріель Леруа та її молодша сестра Кей оселилися в бабусі та дідуся в Сен-Йоррі. Її мати розлучилася з батьком, професійним футболістом Жаном-Люком Ле Магерессом, у 1993 році.
Нольвенн навчалася в «Collège des Célestins» у Віші. Коли їй було одинадцять, вчитель музики помітив її музичні таланти і заохотив навчитися грі на скрипці. У віці тринадцяти років вона виграла конкурс «Les écoles du désert», спонсорований мережею супермаркетів Cora, що дозволило їй поїхати з гуманітарною місією в Гао та Тімбукту (Малі). Пізніше вона стверджувала, що це справило на неї глибокий вплив.
У липні 1998 року Леруа отримала стипендію Ротарі-клубу Віші на поїздку до Гамільтона (Огайо, Сполучені Штати) як студентка за обміном. Навчаючись у середній школі Гамільтона, вона брала уроки музики в Школі виконавських мистецтв і вільно заговорила англійською. Повернувшись до Франції, вона розпочала уроки класичного співу в музичній консерваторії Віші. 2001 року вступила до Університету Клермон-Ферран, щоб вивчати право як потенційну альтернативу музиці.

## Кар'єра

### 2002:Star Academy
Після перегляду першого сезону Star Academy, що транслювався на TF1 у 2001 році, Леруа була вражена Арманом Альтаї — вчителем співу та одним із суддів шоу. Згодом вона більше шести місяців відвідувала уроки співу Альтаї в Парижі. У 2002 Нольвенн була обрана на другий сезон Star Academy, але поряд із тим їй дали роль Скарлетт О'Хара у французькому мюзиклі «Віднесені вітром» Жерара Пресгурвіка. Зрештою Леруа вибрала Star Academy замість мюзиклу. Як учасник шоу, Леруа провела чотири місяці в замку, розташованому в Даммарі-ле-Лі, і відвідувала уроки акторської майстерності, танців і співу. 21 грудня 2002 її оголосили переможцем, іншим фіналістом був Усін Камара.

### 2003—2004: однойменний дебютний альбом
Перший альбом Леруа, Nolwenn, вийшов у березні 2003 року та став платиновим у листопаді завдяки продажам, що перевищили 300 000 копій. У 2006 альбом став двічі платиновим за версією Syndicat National de l'édition phonographique (SNEP) за понад 600 000 проданих копій. І альбом, і перший сингл з нього «Cassé», очолили чарти Франції та Бельгії. Три інші пісні з альбому вийшли як сингли: «Une Femme cachée», «Suivre une étoile» і «Inévitablement». Наприкінці 2003 року Леруа вирушила у свій перший сольний промо-тур Францією, Бельгією та Швейцарією.

### 2005—2008:Histoires Naturelles
Другий альбом Леруа, Histoires Naturelles, виданий 5 грудня 2005 року. Його спродюсували Лоран Вулзі та Френк Юлрі. Головний сингл «Nolwenn Ohwo!», написаний у співавторстві Аленом Сушоном, Вулзі та самою Леруа, очолив французькі хіт-паради через тиждень після випуску. Другим синглом став титульний трек «Histoire Naturelle». На обидві пісні були зняті кліпи; відео для «Histoire Naturelle» виражало головну тему альбому з виконавицею, зображеною у вигляді експонату природного музею. З інших синглів «Mon Ange» розповсюджувався в цифровому вигляді, тоді як «J'aimais tant l'aimer» і «Reste Encore» були лише рекламними. Альбом досяг платинового статусу з продажами, що перевищили 400 000 копій. У своєму другому сольному турі, який розпочався у вересні 2006, Леруа виконала пісні з альбомів Histoires Naturelles і Nolwenn. наприкінці жовтня 2007 року виданий перший концертний альбом Леруа — Histoires Naturelles Tour.

### 2009—2010:Le Cheshire Cat et Moi

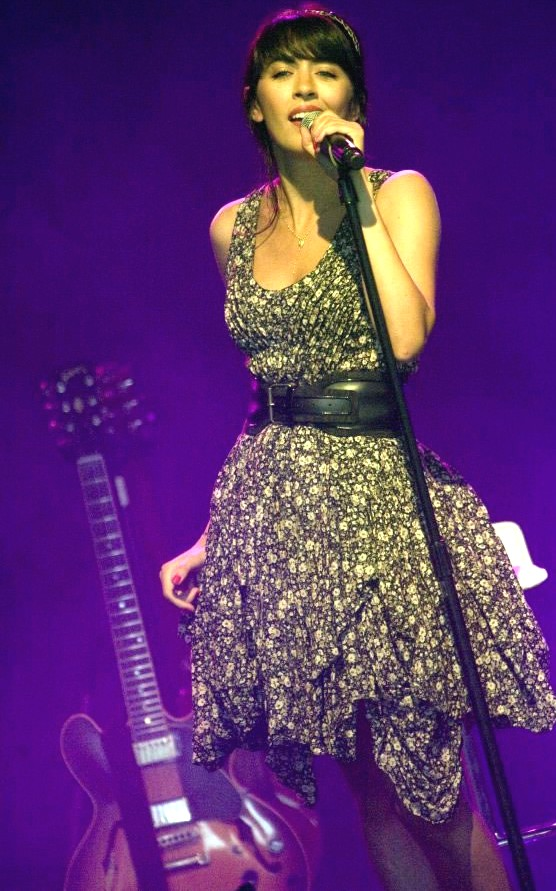
Леруа виступає на фестивалі Francofolies 2010 у Спа (Бельгія)

Le Cheshire Cat & Moi — це проєкт, що розпочався в 2007 році, спільно написаний Леруа і Тейтуром Лассеном за участі Джонати Брук, Мішель Фезерстоун, Майка Ерріко та Руперта Хайна. Він був аранжований і спродюсований Лассеном, записаний у Швеції та на Фарерських островах. Головний сингл альбому «Faut-il, faut-il pas?» вийшов у листопаді 2009 року разом із музичним кліпом, знятим Йоанном Лемуаном. Із цим альбомом Леруа представила «легший звук, ніж у попередніх релізах» і, крім того, їй дали можливість написати всі тексти. Альбом виданий 7 грудня 2009 року і пізніше був сертифікований як золотий. 2010 року відбувся тур для просування альбому, названий «Le Cheshire Cat & Vous».

### 2010—2012:Bretonne
Леруа випустила четвертий студійний альбом Bretonne 6 грудня 2010 року. До альбому увійшли кавер-версії традиційних кельтських пісень, таких як «Mná na h-Éireann», «Tri Martolod», «La Jument de Michao», а також сучасних пісень, таких як «Brest» Крістофа Міоссека. Більшість пісень пов'язані з Бретанню, місцем народження співачки. Чотири з них були заспівані бретонською мовою («Tri Martolod», «Suite Sudarmoricaine», «Bro Gozh ma Zadoù», «Karantez Vro»), одна — ірландською («Mná na h-Éireann»), а решта — французькою та англійською. Над музичними аранжуваннями Леруа співпрацювала з Джоном Келлі. Альбом очолював французькі чарти альбомів протягом 7 тижнів і бельгійські — протягом 5 тижнів. Він був сертифікований SNEP як подвійно діамантовий за продажі, що перевищили один мільйон копій.
Альбом був перевиданий у листопаді 2011 року як Deluxe Edition із сімома додатковими треками англійською мовою, включаючи «Amazing Grace», «Scarborough Fair» і два треки Майка Олдфілда, «Moonlight Shadow» і «To France». Американська версія альбому під новою назвою Nolwenn вийшла 8 січня 2013 з іншим переліком треків. Альбом досяг 10-ї позиції в чарті Billboard's World Album. Тоді ж Леруа дебютувала з концертом у Нью-Йорку.
У рамках Bretonne Tour Леруа відіграла понад 100 концертів у Франції, Бельгії, Швейцарії та Німеччині. У червні 2012 вона виступала як запрошений гість із The Chieftains у Парижі.

### 2012—2016:Ô Filles de l'Eau

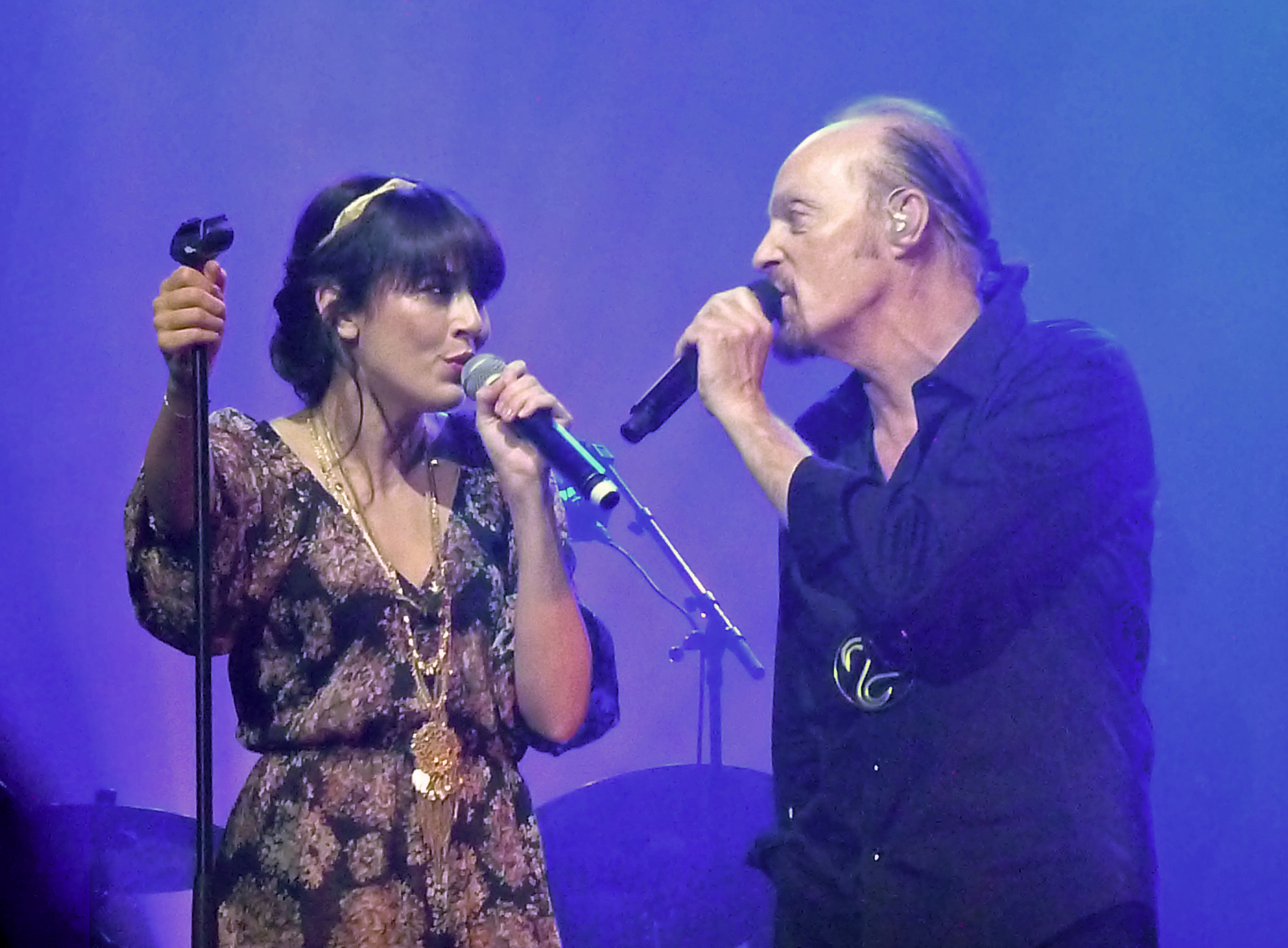
Леруа виконує «Brian Boru» з у м'юзік-холі «Олімпія» (Париж) 16 лютого 2012

П'ята платівка Леруа, Ô Filles de l'eau, побачила світ 26 листопада 2012 року. Їй передував головний сингл «Juste pour me souvenir». Альбом був спродюсований Джоном Келлі та записаний у Лондоні. Назва читається як «О доньки води», але фонетично схожа на «au fil de l'eau» («за течією»). Як і Bretonne, він містить музику, натхненну селтіком, але з текстами на тему океану. До нього увійшли два треки англійською мовою («Homeland» і «Limitless»). «Homeland» містить тему, написану Джеймсом Горнером для фільму «Хоробре серце». «Ahès» — єдина бретономовна пісня альбому. Самою Леруа написані дев'ять пісень, включаючи сингли «Juste pour me souvenir», «Sixième continent», «J'ai volé le lit de la mer» і «Ophélia». Обкладинку альбому створила австралійська художниця Ві Спірс, натхненна портретною серією Immortal. Альбом отримав схвальні рецензії: дехто хвалив вокальні здібності Леруа, кельтську музику та тексти, відзначаючи сміливий спів англійською та бретонською, і доводив, що вона розвивається як мисткиня, з високими продажами попереду. Через два місяці після випуску альбом отримав тричі платиновий сертифікат SNEP. Крім того, він був названий альбомом 2013 року за версію RTL.
У 2013 році Леруа здійснила тур на підтримку альбому Францією, Бельгією та Швейцарією, а також стала спеціально запрошеною солісткою у французькому симфонічному турі Владимира Косма. На початку 2014 її вперше номінували на премію World Music Awards у чотирьох категоріях: «Найкращий альбом» (Bretonne), «Найкращий естрадний артист», «Найкраща виконавиця» та «Найкращий концертний виступ».
Вона також написала кілька пісень англійською та французькою мовами для анімаційного фільму «Пісня моря», номінованого на премію «Оскар», і озвучила героїню Бруну в його французькій версії. 3 травня 2014 Леруа виконала бретонський гімн «Bro Gozh ma Zadoù» на Стад де Франс перед 80 000-ми глядачів під час фіналу Кубка Франції з футболу (трансляція на France 2), в якому протистояли два бретонські клуби — Ренн та Генгам.
Другий концертний CD/DVD Леруа — Ô Tour de L'Eau, записаний у Сен-Бріє — вийшов 1 грудня 2014 року. В березні наступного року вона вирушила в акустичний тур Францією, Бельгією, Швейцарією, Німеччиною, Новою Каледонією та Французькою Полінезією.
11 червня 2015 її запросили розповісти про свою кар'єру в Оксфордському університеті.

### 2017—2018:Gemme
13 травня 2017 Леруа випустила однойменний лід-сингл зі свого шостого студійного альбому Gemme (укр. коштовне каміння), спродюсованого в Лондоні Джеймі Еллісом. Альбом вийшов 1 вересня. Леруа написала більшість пісень і також була співкомпозитором. В альбомі три пісні англійською мовою: «Run It Down» і два вірші Едгара Аллана По, покладені на музику («A Dream» і «The Lake»). Інші пісні франкомовні, а трек «Stephen», зокрема, стосується Стівена Гокінга. Альбом отримав золотий сертифікат у Франції. Обмежене видання з'явилося 8 грудня 2017 року і містило два ремікси та дві акустичні версії. У березні 2018 Леруа вирушила у 55-денний Gemme Tour Францією, Бельгією та Швейцарією.

### 2018—2019:Folk
2 листопада 2018 року Леруа випустила сьомий альбом під назвою Folk, спродюсований Клеманом Дюколем. Альбом складався з каверів на сучасні народні пісні, включаючи створену Гремом Олрайтом французьку адаптацію «Сюзанни» Леонарда Коена. У березні 2019 Леруа вирушила у Folk Tour Францією та Бельгією. У липні вона була спеціальним гостем на концерті Pink Martini на фестивалі Jazz à Juan.

### 2021–дотепер:La Cavale
2 липня 2021 року Леруа випустила лід-сингл «Brésil, Finistère» зі свого восьмого студійного альбому La Cavale. Альбом був спродюсований Бенджаменом Бйоле і вийшов 12 листопада 2021 року. Бйоле написав і склав більшість пісень. Другий сингл «Loin» вийшов у грудні 2021 року.
У січні 2022 було оголошено, що Нольвенн стане наставником в одинадцятому сезоні телевізійного вокального конкурсу «Голос Франції».

## Інші факти

### Медичні дослідження
Музику Леруа вивчали на предмет її неврологічного впливу на літніх людей. Дослідники виявили, що її записи можуть мати сприятливіший у порівнянні з іншою музикою ефект, зазначивши: «музика Нольвенн Леруа виявилася значно кращою за іншу протестовану музику». Щоб описати це явище, вони ввели термін «ефект Нольвенн», пояснивши це так: «музика Нольвенн Леруа, здається, має інший вплив на мозкову модуляцію ходи та пози, ніж інша музика, перевірена на сьогодні».
Тоді як досліджувалися Моцарт, голландські та французькі співаки, лише музика Моцарта та Леруа були відзначені вченими. Дослідження у США було завершено в лютому 2008 року, але жодних суттєвих результатів не публікувалося.

### Рекламні ролики
У 2011 році Леруа знялася у двох телевізійних рекламних роликах для Nintendo 3DS і стала обличчям Pantene у Франції та Бельгії.

### Філантропія
У 2006 році Нольвенн приєдналася до благодійного ансамблю Les Enfoirés і стала одним із меценатів Фонду Абата П'єра, який займається наданням житла нужденним.
27 листопада 2015 разом із Камелією Жордана та Яель Наїм вона брала участь у національному дні пам'яті жертв терактів у Парижі 2015 року, виконавши пісню Жака Бреля «Quand on n'a que l'amour».

### Верхова їзда
У Леруа є кінь на прізвисько Ель Аберкан. Вона кілька разів демонструвала свої навички верхової їзди та стрибків на незнайомих конях для французьких телевізійних шоу, що транслювалися на France 2, включаючи 50-ту благодійну акцію Gala de l'Union des Artistes 2011 року.

### Особисте життя
З 2008 року Нольвенн Леруа була у стосунках із французьким професійним тенісистом Арно Клеманом. 12 липня 2017 року у них народився первісток, син на ім'я Марін.

## Дискографія

### Студійні альбоми
| 2003                                                                               | Nolwenn                         | 1  | 1  | 2  | —  | — | —  | —  | — | - FRA: 2× Platinum - BEL: Platinum - SWI: Gold   | 600,000   |
| 2005                                                                               | Histoires Naturelles            | 3  | 7  | 44 | —  | — | —  | —  | — | - FRA: Platinum - BEL: Gold                      | 400,000   |
| 2009                                                                               | Le Cheshire Cat et moi          | 26 | 32 | —  | —  | — | —  | —  | — | - FRA: Gold                                      | 50,000    |
| 2010                                                                               | Bretonne (назва в США: Nolwenn) | 1  | 1  | 20 | 13 | 9 | 10 | 34 | 9 | - FRA: 2× Diamond - BEL: 2× Platinum - SWI: Gold | 1,200,000 |
| 2012                                                                               | Ô Filles de l'Eau               | 5  | 5  | 35 | 60 | — | —  | —  | — | - FRA: 3× Platinum - BEL: Gold                   | 350,000   |
| 2017                                                                               | Gemme                           | 3  | 3  | 15 | —  | — | —  | —  | — | - FRA: Gold                                      |           |
| 2018                                                                               | Folk                            | 6  | 5  | 28 | —  | — | —  | —  | — | - FRA: Gold                                      |           |
| 2021                                                                               | La Cavale                       | 8  | 7  | 45 | —  | — | —  | —  | — |                                                  |           |
| «—» позначає альбом, який не потрапив у чарти або не був виданий на цій території. |                                 |    |    |    |    |   |    |    |   |                                                  |           |

### Альбоми з виступів наживо
| 2007                                                                               | Histoires Naturelles Tour | 25 | 21 | — | — |
| 2014                                                                               | Ô Tour de l'Eau           | 26 | 36 | — | — |
| «—» позначає альбом, який не потрапив у чарти або не був виданий на цій території. |                           |    |    |   |   |

### Сингли
| 2003                                                                             | «Cassé»                      | 1  | 1   | 4  | Nolwenn                   |
| 2003                                                                             | «Une Femme Cachée»           | 40 | 23  | 78 | Nolwenn                   |
| 2003                                                                             | «Suivre Une Étoile»          | 12 | 24  | 44 | Nolwenn                   |
| 2004                                                                             | «Inévitablement»             | 31 | 26  | —  | Nolwenn                   |
| 2006                                                                             | «Nolwenn Ohwo !»             | 1  | 3   | 29 | Histoires Naturelles      |
| 2006                                                                             | «Histoire Naturelle»         | 30 | 39  | —  | Histoires Naturelles      |
| 2006                                                                             | «Mon Ange»                   | 14 | 6*  | —  | Histoires Naturelles      |
| 2007                                                                             | «J'aimais Tant L'Aimer»      | —  | —   | —  | Histoires Naturelles      |
| 2007                                                                             | «Reste Encore»               | —  | —   | —  | Histoires Naturelles      |
| 2009                                                                             | «Faut-il, Faut-il Pas ?»     | —  | 6*  | —  | Le Cheshire Cat et moi    |
| 2010                                                                             | «Textile Schizophrénie»      | —  | —   | —  | Le Cheshire Cat et moi    |
| 2010                                                                             | «Suite Sudarmoricaine»       | —  | 19* | —  | Bretonne                  |
| 2010                                                                             | «Mná na h-Éireann»           | —  | 25* | —  | Bretonne                  |
| 2010                                                                             | «La Jument de Michao»        | 36 | 13  | —  | Bretonne                  |
| 2011                                                                             | «Tri Martolod»               | 51 | 29  | —  | Bretonne                  |
| 2011                                                                             | «Brest»                      | —  | 42  | —  | Bretonne                  |
| 2011                                                                             | «Moonlight Shadow»           | 48 | 32  | —  | Bretonne (Deluxe Edition) |
| 2012                                                                             | «Juste pour me souvenir»     | 43 | 13  | —  | Ô Filles de l'Eau         |
| 2013                                                                             | «Sixième continent»          | —  | 11* | —  | Ô Filles de l'Eau         |
| 2013                                                                             | «J'ai volé le lit de la mer» | —  | 4*  | —  | Ô Filles de l'Eau         |
| 2014                                                                             | «Ophélia» (Live)             | —  | 12* | —  | Ô Tour de l'eau           |
| 2017                                                                             | «Gemme»                      | 28 | 7*  | —  | Gemme                     |
| 2017                                                                             | «Bien plus précieux»         | 91 | —   | —  | Gemme                     |
| 2017                                                                             | «Ce que je suis»             | 95 | —   | —  | Gemme                     |
| 2017                                                                             | «Trace ton chemin»           | —  | 4*  | —  | Gemme                     |
| 2021                                                                             | «Brésil, Finistère»          | —  | 45  | —  | La cavale                 |
| 2021                                                                             | «Loin»                       | —  | —   | —  | La cavale                 |
| «—» позначає сингл, який не потрапив у чарти або не випускався на цій території. |                              |    |     |    |                           |

* Belgium Ultratip

### Інші пісні в чартах
| Рік  | Назва                             | Найвищі позиції у чартах | Альбом                            |
| Рік  | Назва                             | FRA                      | Альбом                            |
| ---- | --------------------------------- | ------------------------ | --------------------------------- |
| 2014 | «La ballade nord-irlandaise»      | 142                      | La Bande à Renaud                 |
| 2016 | «Un enfant assis attend la pluie» | 135                      | Balavoine(s)                      |
| 2017 | «Quelque chose de Tennessee»      | 96                       | On a tous quelque chose de Johnny |

### Музичні кліпи
| Year | Title                                 |
| ---- | ------------------------------------- |
| 2003 | «Cassé»                               |
| 2003 | «Une femme cachée»                    |
| 2003 | «Suivre une étoile»                   |
| 2004 | «Inévitablement»                      |
| 2004 | «Le dernier mot»                      |
| 2005 | «Nolwenn Ohwo !»                      |
| 2006 | «Histoire Naturelle»                  |
| 2006 | «Mon Ange»                            |
| 2009 | «Faut-il, faut-il pas ?»              |
| 2010 | «Mná na h-Éireann» (Women of Ireland) |
| 2010 | «La Jument de Michao»                 |
| 2011 | «Tri Martolod»                        |
| 2012 | «Juste pour me souvenir»              |
| 2013 | «Sixième continent»                   |
| 2017 | «Gemme»                               |
| 2021 | «Brésil, Finistère»                   |

### Як спеціально запрошена артистка
| Рік                                                                              | Назва                                       | Найвищі позиції у чартах | Найвищі позиції у чартах | Найвищі позиції у чартах | Альбом                          |
| Рік                                                                              | Назва                                       | FRA                      | BEL (Wa)                 | SWI                      | Альбом                          |
| -------------------------------------------------------------------------------- | ------------------------------------------- | ------------------------ | ------------------------ | ------------------------ | ------------------------------- |
| 2007                                                                             | «Aimer à perdre la raison» (з Les Enfoirés) | —                        | 22                       | —                        | La Caravane des Enfoirés        |
| 2007                                                                             | «L'amitié» (з Les Enfoirés)                 | —                        | 7                        | —                        | Les secrets des Enfoirés        |
| 2012                                                                             | «Without You» (з Les Enfoirés)              | 91                       | 49                       | —                        | Le bal des Enfoirés             |
| 2012                                                                             | «Attention au départ» (з Les Enfoirés)      | 5                        | 3                        | 49                       | La boîte à musique des Enfoirés |
| 2013                                                                             | «Jeanne» (з Les Enfoirés)                   | 44                       | 25                       | —                        | La boîte à musique des Enfoirés |
| 2014                                                                             | «Laissez-nous chanter» (з Les Enfoirés)     | 196                      | —                        | —                        | Bon anniversaire les Enfoirés   |
| 2014                                                                             | «Dès que le vent soufflera» (колектив)      | 96                       | 14*                      | —                        | La Bande à Renaud               |
| 2014                                                                             | «Lucie» (дует з Francis Cabrel)             | 193                      | —                        | —                        | Kiss & Love                     |
| «—» позначає запис, який не потрапив у чарти або не випускався на цій території. |                                             |                          |                          |                          |                                 |

### Саундтреки
- 2012: Die Wanderhure — Best Of (German TV movies)[83]
- 2014: Song of the Sea (Original Motion Picture Soundtrack) та її французька версія Le Chant de la Mer.

## Фільмографія
- 2012: Rise of the Guardians Пітера Ремсі: французький голос Зубної феї[84]
- 2014: «Пісня моря» Томма Мура: французький голос Бруни[85][86]
- 2021: Capitaine Marleau Жозе Даян (телесеріал, 1 серія): Дебора.

## Озвучування
- 2013: Lady Ô (вечірнє шоу в парку розваг Futuroscope), казкарка[87].

## Нагороди та номінації
| Рік  | Нагорода                                                            | Категорія                                          | Результат |
| ---- | ------------------------------------------------------------------- | -------------------------------------------------- | --------- |
| 2004 | NRJ Music Awards                                                    | Франкомовний прорив року                           | Перемога  |
| 2006 | Étoiles Chérie FM                                                   | Étoile de la Sensibilité                           | Перемога  |
| 2006 | Étoiles Chérie FM                                                   | Étoile Chérie FM                                   | Перемога  |
| 2006 | Étoiles Chérie FM                                                   | Пісня року: Mon Ange                               | Перемога  |
| 2007 | Étoiles Chérie FM                                                   | Жінка-артист року                                  | Перемога  |
| 2007 | France Bleu Talents                                                 | Приз глядацьких симпатій                           | Перемога  |
| 2010 | Le Télégramme                                                       | Grand Prix du Disque: Bretonne                     | Перемога  |
| 2011 | Le Télégramme                                                       | Бретонець року                                     | Перемога  |
| 2011 | Planète Musique Mag (France 2)                                      | Planète Musique Mag d'or                           | Перемога  |
| 2011 | RTL — Metronews                                                     | RTL Альбом року: Bretonne                          | Номінація |
| 2011 | RTL — Le Parisien                                                   | Людина року                                        | Перемога  |
| 2012 | NRJ Music Awards                                                    | Франкофонна артистка року                          | Номінація |
| 2012 | NRJ Music Awards                                                    | Франкофонна пісня року: Tri martolod               | Номінація |
| 2012 | NRJ Music Awards                                                    | Найпродаваніший франкомовний альбом року: Bretonne | Перемога  |
| 2012 | Victoires de la Musique                                             | Жінка-артист року                                  | Номінація |
| 2012 | Globes de Cristal Award                                             | Краще жіноче виконання                             | Номінація |
| 2012 | Bro Gozh ma Zadoù                                                   | Prix Bro Gozh ma Zadoù                             | Перемога  |
| 2013 | NRJ Music Awards                                                    | Франкофонна артистка року                          | Номінація |
| 2013 | Globes de Cristal Award                                             | Краще жіноче виконання                             | Номінація |
| 2013 | Grands Prix de l'UNAC (National union of songwriters and composers) | Grand Prix de l'UNAC: Juste pour me souvenir       | Перемога  |
| 2013 | RTL — Metronews                                                     | RTL Альбом року: Ô filles de l'eau                 | Перемога  |
| 2014 | World Music Awards                                                  | Найкращий альбом світу: Bretonne                   | Номінація |
| 2014 | World Music Awards                                                  | Найкращий артист світу                             | Номінація |
| 2014 | World Music Awards                                                  | Найкраща артистка світу                            | Номінація |
| 2014 | World Music Awards                                                  | Найкращий у світі живий виступ                     | Номінація |
| 2017 | NRJ Music Awards                                                    | Франкофонна артистка року                          | Номінація |
| 2017 | RTL                                                                 | RTL Альбом року: Gemme                             | Номінація |
| 2018 | Globes de Cristal Award                                             | Краще жіноче виконання                             | Номінація |
| 2022 | RTL                                                                 | RTL Альбом року: La Cavale                         | Номінація |

## Почесті
Офіцер Ордена мистецтв і літератури (2021).
На честь Леруа назвали астероїд головного поясу 353232 Nolwenn.
У 2012 році її воскова фігура була представлена в музеї Гревен у Парижі.